# Miranda Myrat
Miranda Myrat (en griego: Μιράντα Μυράτ; nacida el 12 de enero de 1906; fallecida el 27 de enero de 1994) fue una actriz griega. Apareció en más de cuarenta películas desde 1928 hasta 1989.
Fue hija de la actriz Cybele Andrianou (1888-1978) y de su primer marido, Mitsos Myrat. Su madre se casó por tercera vez con Yorgos Papandréu. La hija de Miranda, Kyveli Theohari, también fue actriz.

## Filmografía seleccionada
| Año  | Título           | Rol        |
| ---- | ---------------- | ---------- |
| 1950 | The Last Mission | Ana Mareli |
| 1959 | Bouboulina       |            |
| 1968 | Girls in the Sun |            |